# Gołaicha
Gołaicha – kolonia wsi Czartowczyk w Polsce, położona w województwie lubelskim, w powiecie tomaszowskim, w gminie Tyszowce.
W latach 1975–1998 kolonia administracyjnie należała do województwa zamojskiego.